# Бои за Чернигов (2022)
Бои за Чернигов (укр. бої за Чернігів), или осада Чернигова (укр. облога Чернігова) — боевые действия, начавшиеся 24 февраля 2022 года при вторжении России на Украину и проходившие в городе Чернигов Черниговской области и в его окрестностях с целью установления контроля над ними и над дорогой, ведущей к Киеву. Бои окончились приблизительно к 6 апреля отводом российских войск из Черниговской области.
По данным международной гуманитарной организации Human Rights Watch, во время боёв российскими войсками были нанесены по крайней мере 8 ударов по городу, в которых погибли как минимум 98 и были ранены как минимум 123 мирных жителя, причём четыре случая организация относит к явным военным преступлениям.

## Боевые действия

### Февраль
24 февраля до середины дня вокруг Чернигова не происходило масштабных военных столкновений, боевые действия носили очаговый характер. Небольшие подразделения российских войск несколько раз пытались заходить в пригороды, но, встретив сопротивление, воздержались от дальнейших попыток продвинуться в сторону города. После первых боестолкновений они в основном направились в сторону Киева, оставив в окрестностях Чернигова заслоны.
В 14:25 Министерство обороны РФ заявило об окружении и блокаде Чернигова. Тем временем Министерство обороны Великобритании заявило, что российские войска не смогли взять Чернигов и выдвинулись на столицу Украины, Киев. Итогом этого дня стала частичная блокировка города российскими войсками, которые, однако, не предприняли сколько-нибудь серьёзных попыток штурма Чернигова. Украинские официальные лица также сообщили, что российские войска направлялись к близлежащим городам Седнев и Семеновка.
25 февраля украинские официальные лица заявляли, что попытки российской армии продвинуться в сторону города были отбиты. Издание Washington Post рассказывает о действиях 1-й танковой бригады ВСУ, которая противостояла российским силам со стороны Чернигова: украинцы вынуждали колонны вражеской техники рассеиваться по небольшим труднопроходимым просёлочным дорогам и вязнуть в оттаивающих после зимы полях и болотах, где на них устраивали засады регулярная армия и тероборона. При этом машины, которые оставались на шоссе, становились лёгкой мишенью для быстро перемещающейся украинской техники или подрывались на минах: «По этому направлению двигалось что-то около 30 тактических групп. И их смогла затормозить всего одна украинская бригада».
27 февраля, по сообщению местных волонтёров, обстрелу из российского «Града» подверглась территория рядом с детским хосписом, в здании детской зубной клиники выбило окна.

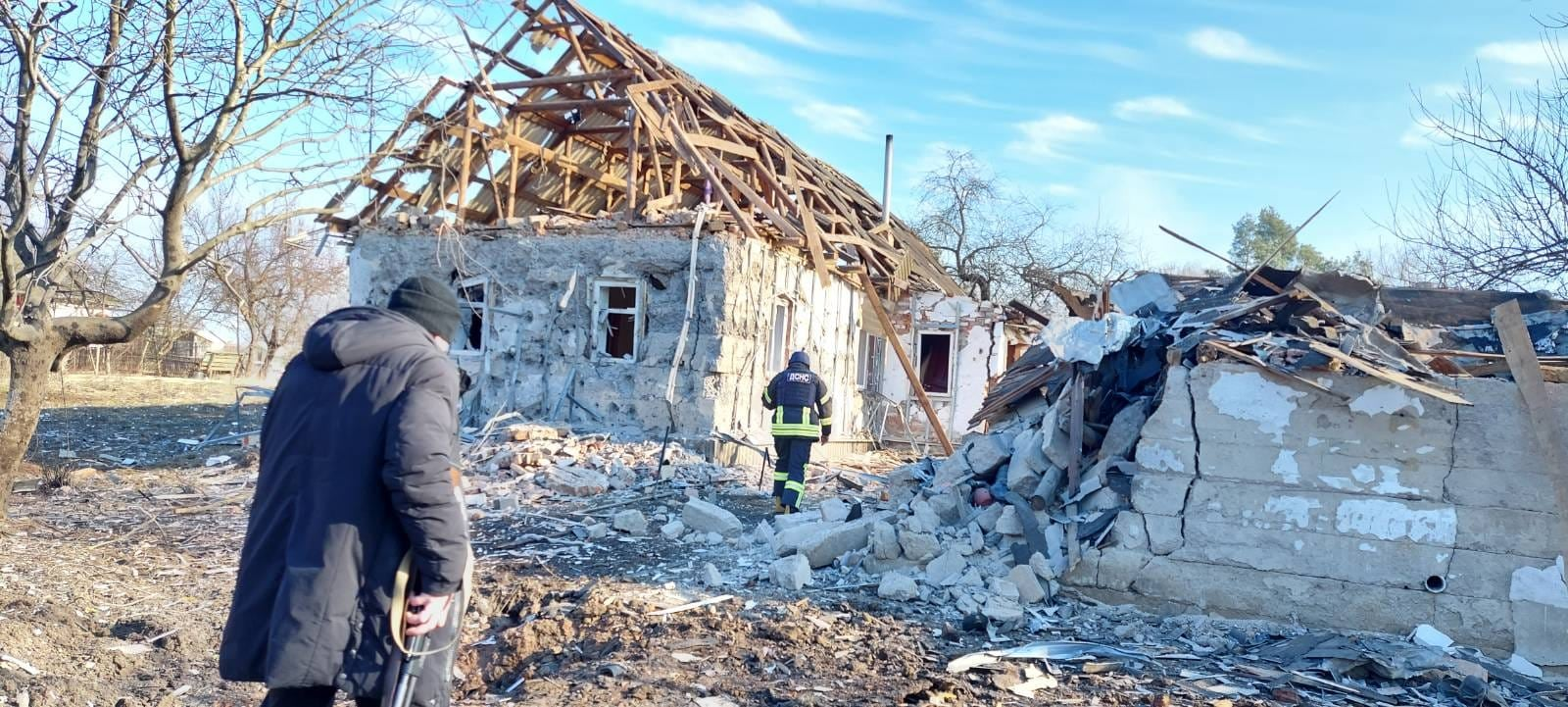
Разрушенные дома в пригороде Чернигова

К 28 февраля появились отдельные видеосвидетельства обстрелов территории города. Наземные бои временно затихли.

### Март
1 марта глава Черниговской областной государственной администрации В. А. Чаус заявил, что все выезды из города заминированы.
2 марта по словам начальника управления здравоохранения Сергея Пивовара, днём две ракеты попали в городскую больницу.
3 марта в результате бомбардировки жилых домов на улице Черновола погибли 47 человек. В частности, Вооружённые силы РФ совершили бомбардировку жилых районов Чернигова в районе улицы Вячеслава Черновола, Белорусского переулка и школ № 21 и № 18, находящихся на Старой Подусовке.

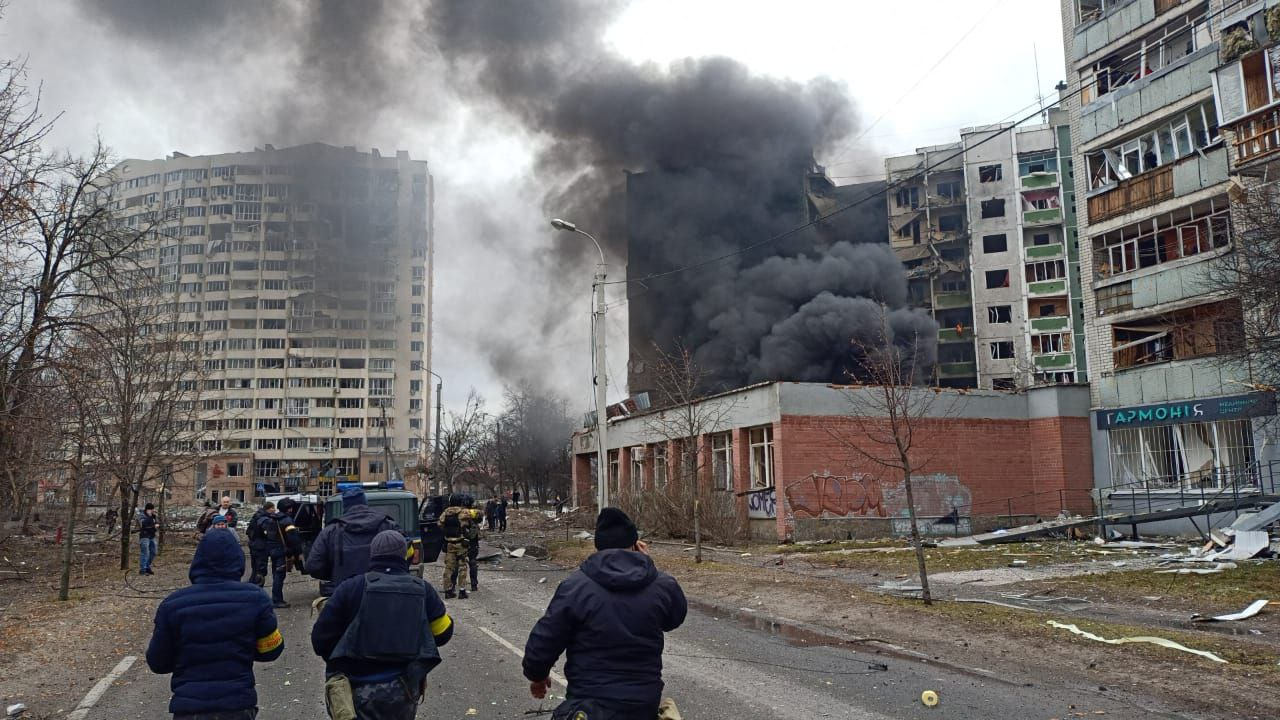
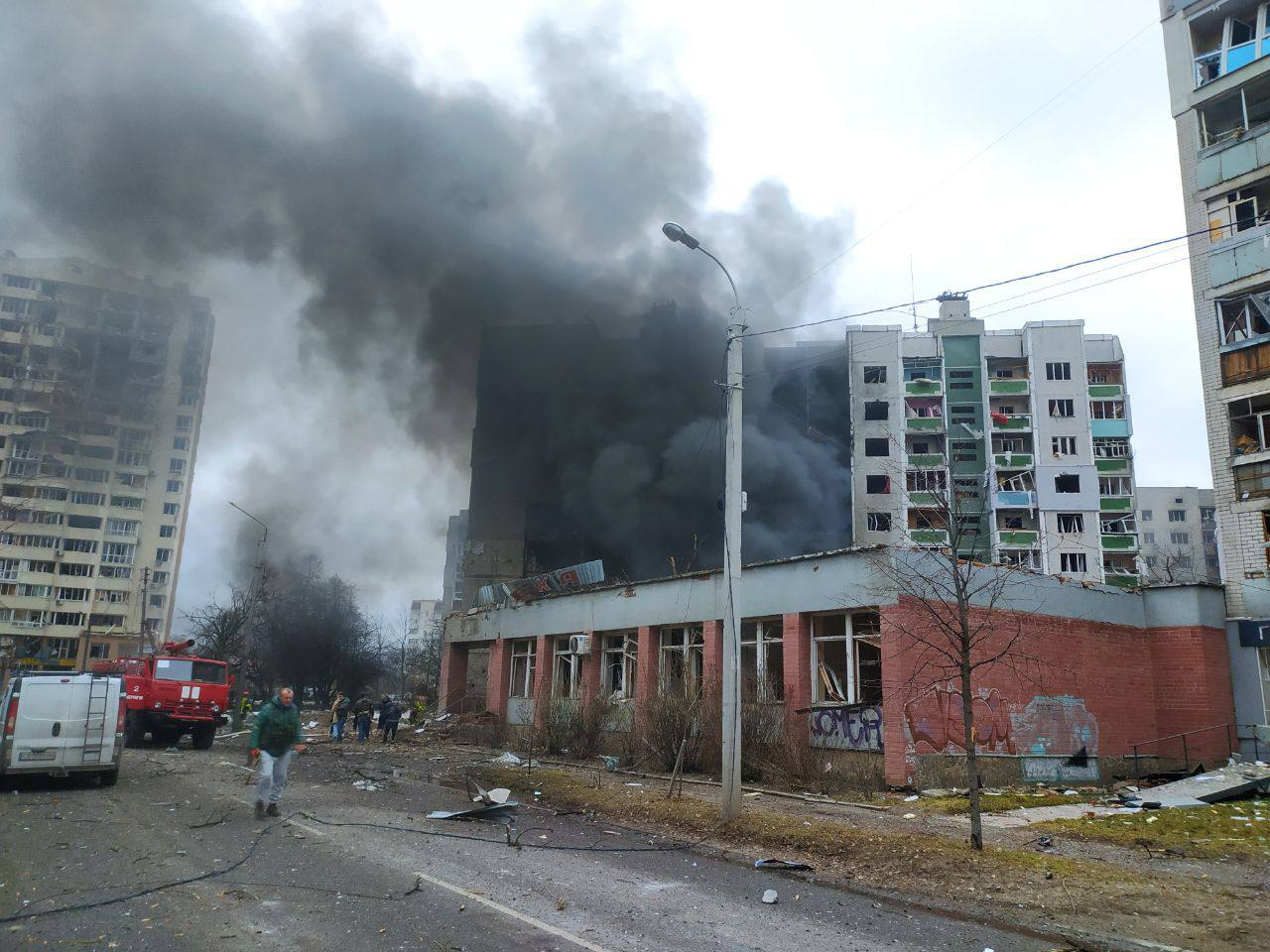
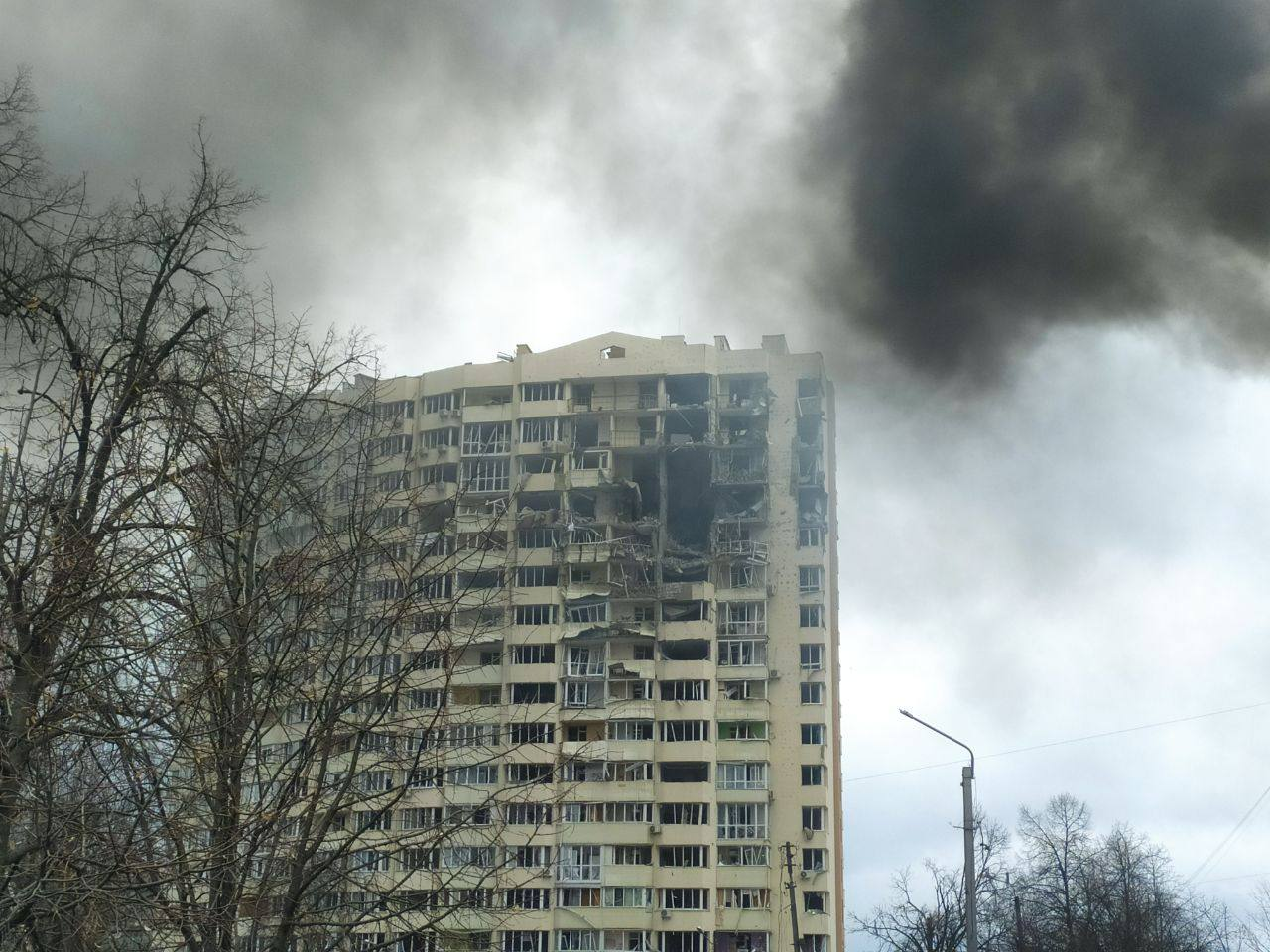
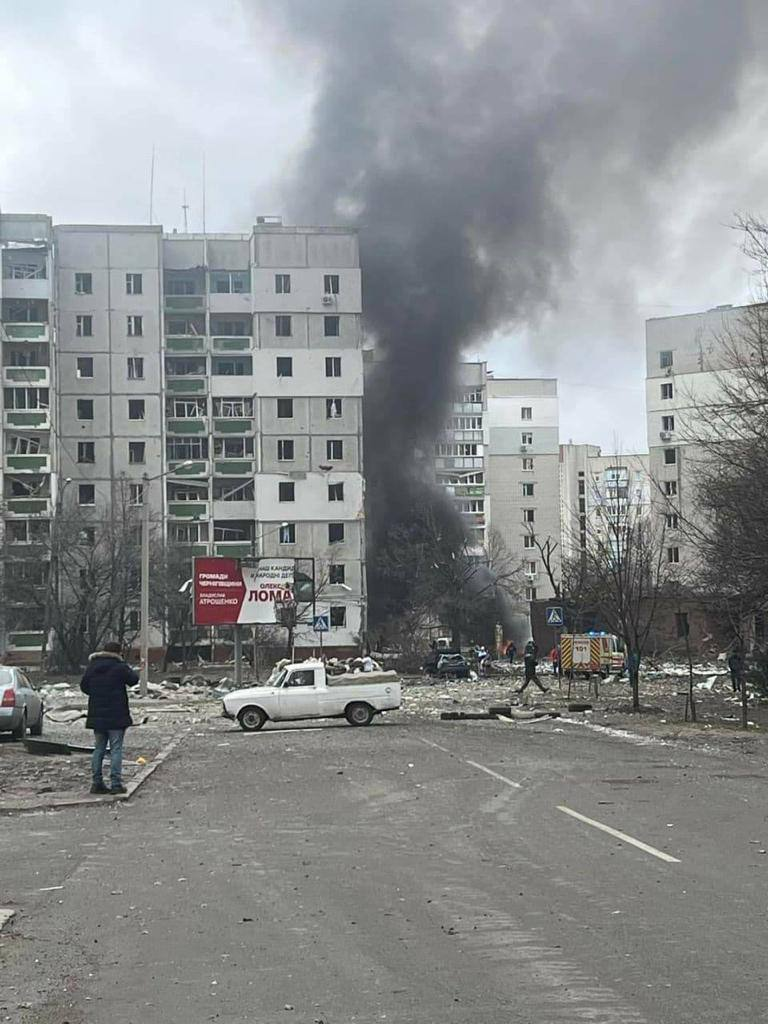

4 марта российские войска продолжали активные обстрелы жилых районов.
5 марта около 12:40 возле Масанов был сбит Су-34 вооружённых сил РФ. Один пилот был взят в плен, а второй погиб.

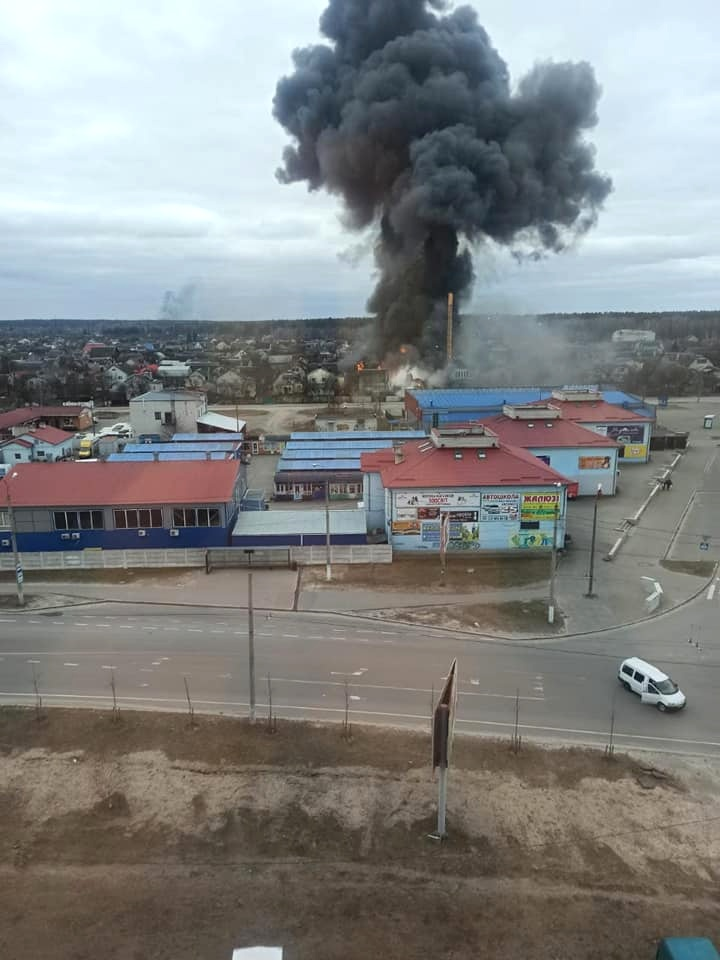
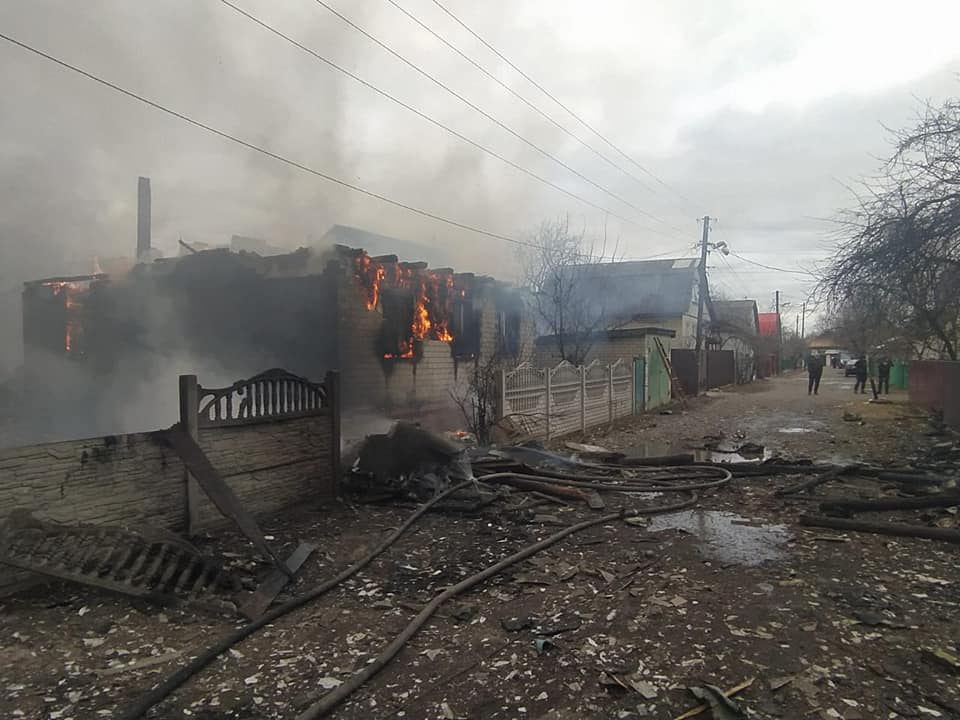
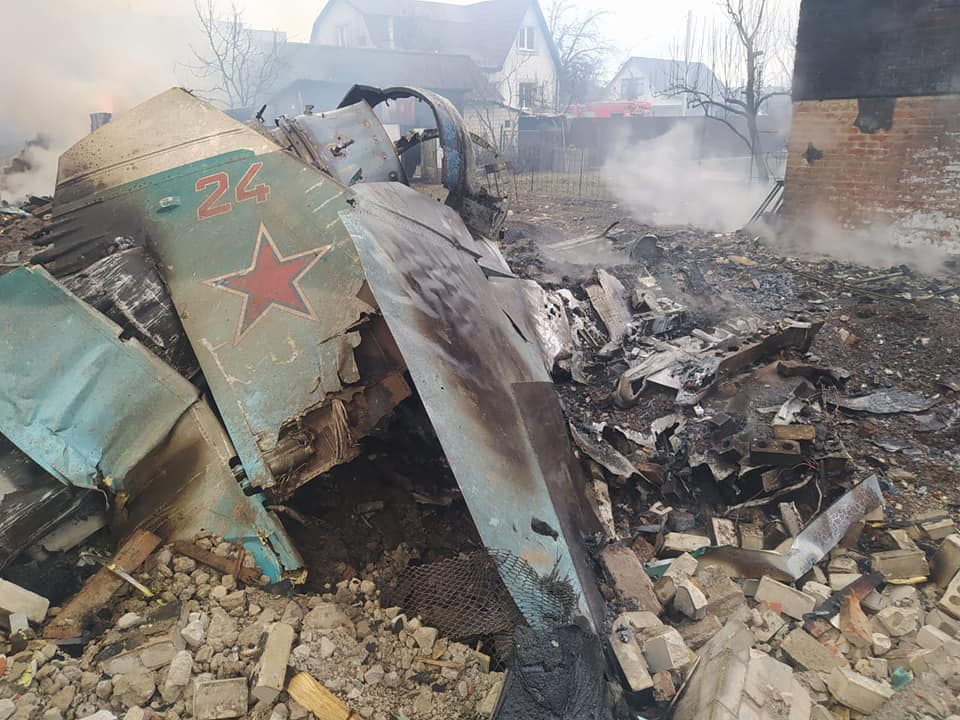
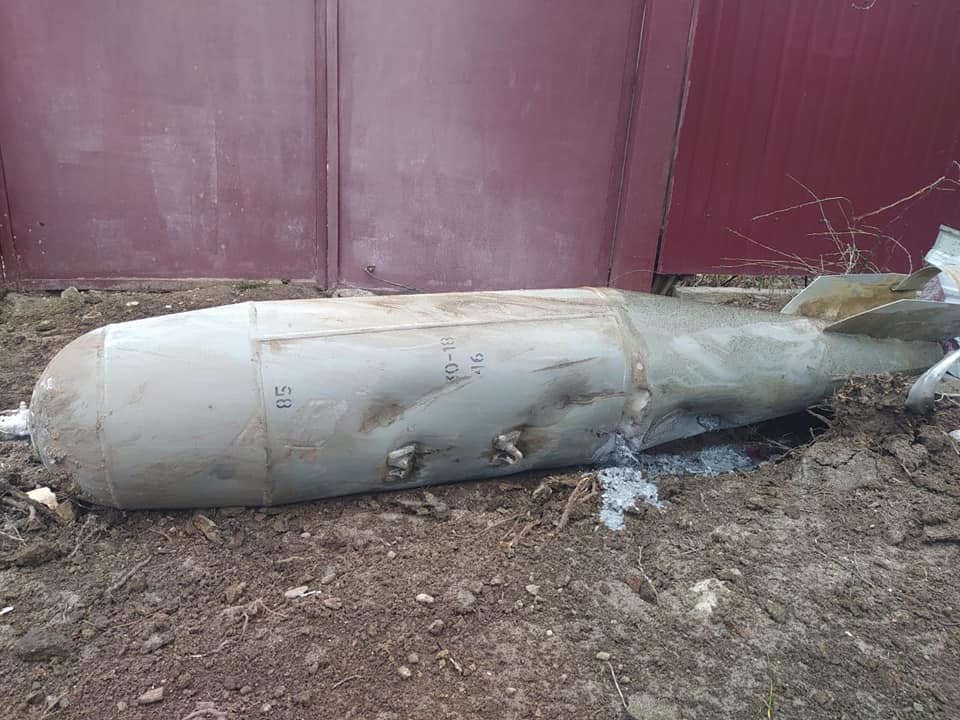

10 марта, по словам мэра города, Чернигов был окружён.

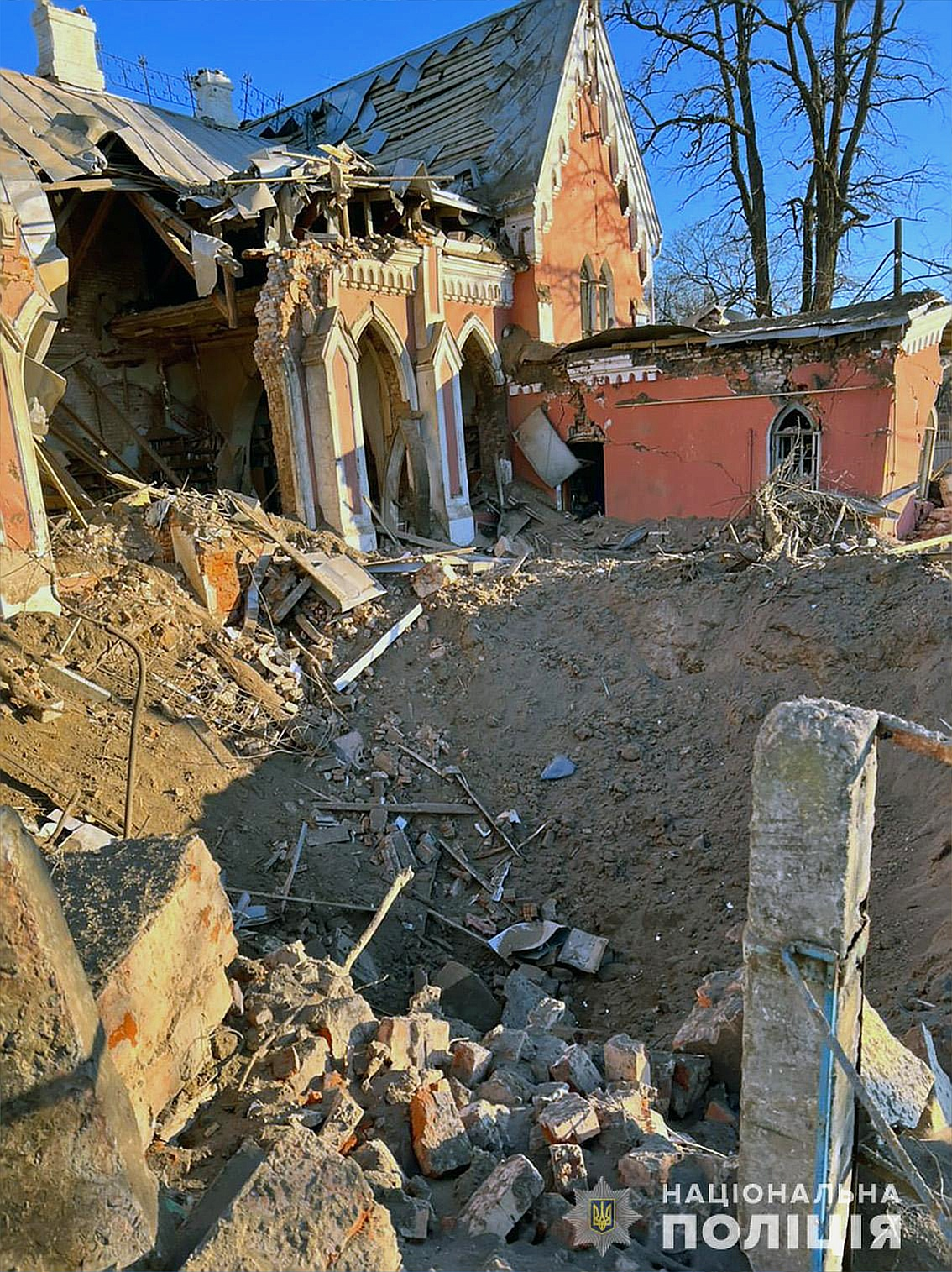
Дом В. В. Тарновского после бомбардировки

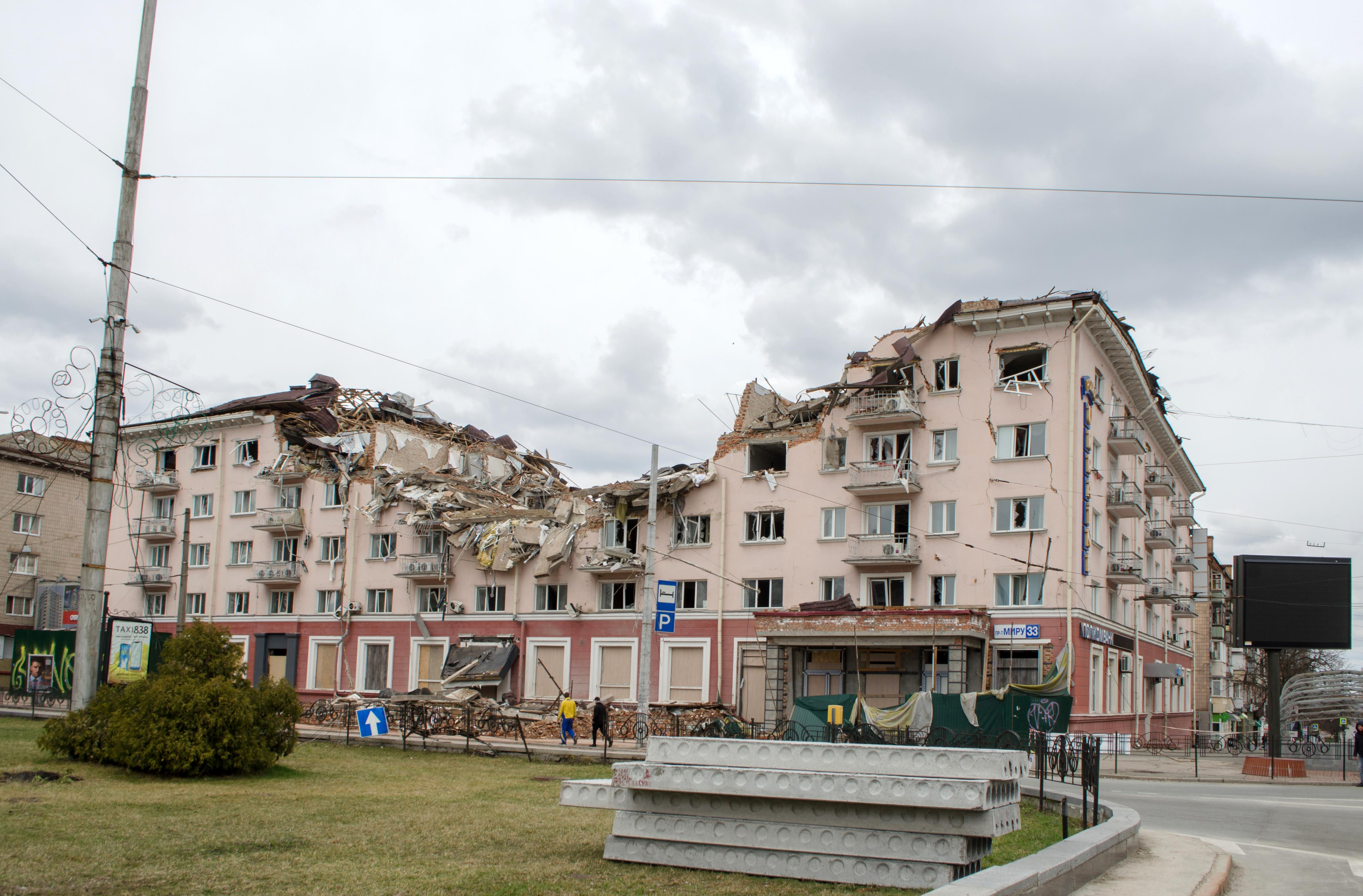
Гостиница «Украина» после бомбардировки

11 марта бомбардировками были повреждены исторический дом В. В. Тарновского, где размещалась библиотека для юношества, и футбольный стадион.
12 марта был разрушен отель «Украина».
13 марта под обстрел попало общежитие, сообщалось о гибели 5 человек. Обстрелом и последующим пожаром частично разрушена церковь святителя Феодосия УПЦ МП на черниговском кладбище Яцево.
16 марта российские войска около 9 часов утра нанесли удар по улице Доценко, у заднего входа в магазин «Союз», где жители города ожидали бесплатной раздачи хлеба. В результате этого, по информации местных властей, погибли не менее 18 человек и были ранены 26. Одним из погибших стал 67-летний гражданин США, университетский преподаватель из Миннесоты. Официальный представитель Министерства обороны России генерал-майор Игорь Конашенков заявил, будто атака была сфабрикована.
В расследовании правозащитной организации Human Rights Watch отмечается, что украинских военных в районе удара, согласно свидетельствам множества очевидцев, не было. 19 апреля сотрудниками организации на углу разгрузочной зоны магазина была найдена украинская военная форма, но организации не удалось установить её происхождение. Организация сделала вывод, что целью атаки не был конкретный военный объект, и таким образом атака неизбирательная.
Ещё один боеприпас попал в жилой дом в 150 метрах от магазина, вызвав пожар, в котором погибли два человека. Всего в тот день, по заявлению губернатора, в области погибло 53 человека.
17 марта российские военные обстреляли из реактивных систем залпового огня «Ураган» центральную часть города. Один снаряд с кассетной боевой частью попал на территорию медицинского комплекса, где находятся городская больница № 2 и детская областная больница. 14 человек погибли и 21 были ранены.
25 марта украинские власти заявили, что российские войска отрезали Чернигов от внешнего мира после разрушения автомобильного моста через Десну на юге, однако полного окружения города не случилось; по заявлению мэра Владислава Атрошенко, к тому времени город покинула половина довоенного населения.
26 марта город продолжал оставаться в осаде, имелись проблемы с вывозом раненых из города.
30 марта российская армия обстреляла Чернигов через несколько часов после обещания прекратить обстрелы; по сообщениям местных властей, к этому дню от боевых действий в городе погибло около 400 человек.
31 марта украинская армия отбила трассу М01, соединяющую Киев и Чернигов, положив конец осаде. Мэр сообщил о первой спокойной ночи с начала войны.

### Апрель
К 3 апреля украинскими войсками был взят контроль по южному Козелецкому направлению от города Чернигова: сёла Ивановка, Ягодное, Лукашовка, Колычовка, Шестовица.
7 апреля российские войска полностью покинули Черниговскую область.

## Последствия и гуманитарная обстановка
К концу осады более половины почти 300-тысячного населения города бежало. Общее количество жертв среди гражданского населения неизвестно, однако мэр города Владислав Атрошенко сообщил журналистам, что, по его оценкам, было убито 350—400 мирных жителей, и в наиболее тяжёлые дни хоронили до 100 человек. О таком же количестве жертв заявили гуманитарные работники, но ими в основном учитывались украинские и российские солдаты. Глава Черниговской областной государственной администрации Вячеслав Чаус заявил, что перед ожидаемым возвращением российских войск в город спешно создаются безопасные коридоры эвакуации. Жители села Лукашовка сообщили, что российские силы избивали и инсценировали казни, а также конфисковывали телефоны, паспорта, предметы домашнего обихода (такие как ковры и подушки) и убивали домашний скот для запугивания местных жителей. Всё это продолжалось до освобождения города украинскими войсками 1 апреля.

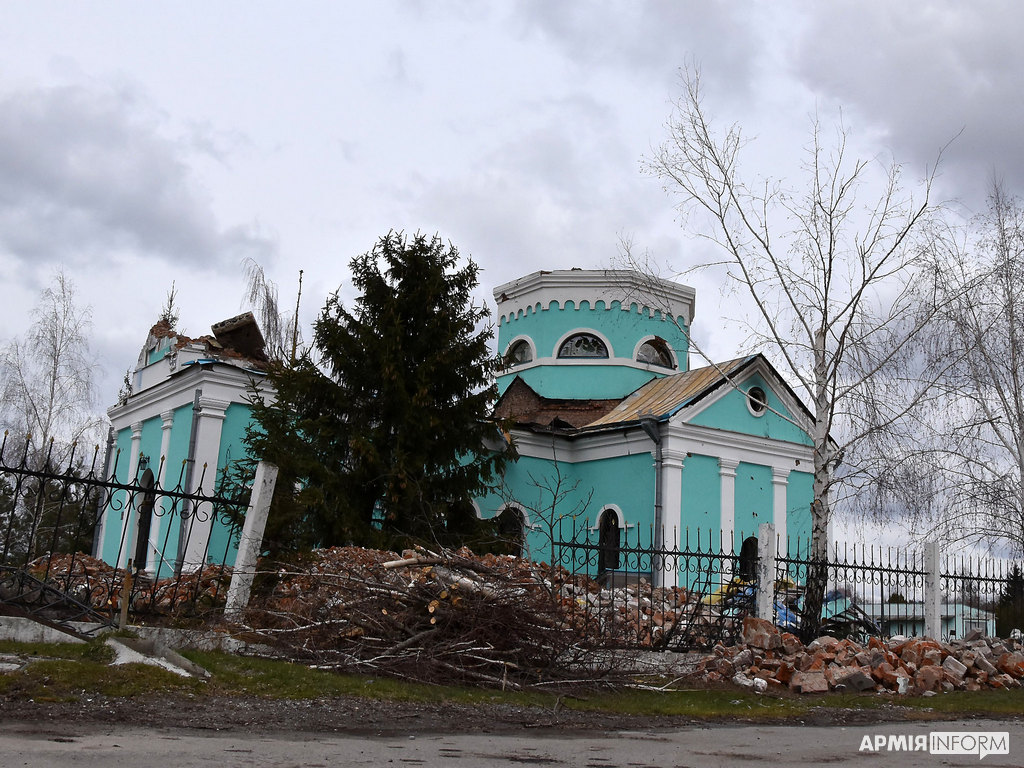
Церковь святителя Феодосия на городском кладбище после обстрела 13 марта 2022 года

Из объектов культурного наследия в Чернигове пострадали областной художественный музей, военно-исторический музей, литературно-мемориальный музей-заповедник М. М. Коцюбинского, историческое здание пожарного общества, бывший Дом окружного суда, дом В. В. Тарновского (где была юношеская библиотека), областная научная библиотека имени В. Г. Короленко, центральная городская библиотека имени М. М. Коцюбинского, кинотеатр имени Н. А. Щорса, Екатерининская церковь, Казанская церковь, церковь святителя Феодосия, дом молитвы церкви христиан-баптистов и мемориальное кладбище с часовней архангела Михаила. В Черниговской области пострадали Вознесенская церковь в селе Лукашовка, Успенская церковь в селе Новый Быков и дом культуры в селе Ивановка.